# Immortal Records
La Immortal Records è un'etichetta discografica indipendente fondata da Amanda Scheer Demme ed Happy Walters nel 1994 a Los Angeles, in California, Stati Uniti d'America.

## Storia della Immortal Records
L'etichetta ha avuto sotto contratto artisti come Thirty Seconds to Mars, Korn e Incubus. Ha inoltre pubblicato diverse colonne sonore, come quelle per i film Cuba libre - La notte del giudizio, Spawn, Blade II e quella per la serie TV Masters of Horror.

## Alcuni artisti prodotti
- 7 Seconds
- A Change Of Pace
- Adema
- April's Motel Room
- Big Punisher
- Biohazard
- Boo-Yaa T.R.I.B.E.
- Cypress Hill
- The Crystal Method
- De La Soul
- Dilated Peoples
- Faith No More
- Far
- Filter
- Funkdoobiest
- Gorillaz
- Goodness
- Helmet
- His Boy Elroy
- Hot Rod Circuit
- House Of Pain
- Incubus
- Jackers
- Marilyn Manson
- Michael Jackson
- Korn
- No One
- Onyx
- Queen
- Redman
- Roni Size
- The Sabrejets
- Scary Kids Scaring Kids
- Snot
- Teenage Fanclub
- Thirty Seconds to Mars
- The Urge
- Volume 10
- Waking Ashland